# Cantonul Saint-Laurent-du-Var-Cagnes-sur-Mer-Est
Cantonul Saint-Laurent-du-Var-Cagnes-sur-Mer-Est este un canton din arondismentul Grasse, departamentul Alpes-Maritimes, regiunea Provence-Alpes-Côte d'Azur, Franța.

## Comune
- Cagnes-sur-Mer (parțial)
- Saint-Laurent-du-Var (reședință)